# 佳木斯核电站
佳木斯核电站是一座计划中的核电站，由黑龙江省人民政府与中国广东核电集团有限公司合建，计划投资500亿元，在佳木斯市建设4×100万千瓦核电站。